# Острожно Брдо
Острожно Брдо (словен. Ostrožno Brdo, итал. Monforte del Timavo) је насељено место у општини Илирска Бистрица, Приморско-нотрањска регија, Словенија.

## Историја
До територијалне реорганизације у Словенији био је у саставу старе општине Илирска Бистрица.

## Становништво
У попису становништва из 2011. године, Острожно Брдо је имало 94 становника.
| Број становника према пописима | Број становника према пописима | Број становника према пописима |
| ------------------------------ | ------------------------------ | ------------------------------ |
| 1991                           | 2002                           | 2011                           |
| 112                            | 104                            | 94                             |